# گرنیتویل ایست بری (ورمانت)
گرنیتویل ایست بری (به انگلیسی: Graniteville-East Barre) یک منطقهٔ مسکونی در ایالات متحده آمریکا است که در Barre واقع شده‌است. گرنیتویل ایست بری ۱۸٫۱ کیلومتر مربع مساحت و ۲٬۱۳۶ نفر جمعیت دارد.